# Mariann Gajhede
Mariann Gajhede Knudsen, née le 16 novembre 1984 à Skagen, est une footballeuse internationale danoise.
Elle participe à plus de 100 matchs avec l'équipe nationale danoise, avant d'annoncer sa retraite du football international en novembre 2014 et de faire un bref retour l'année suivante. Elle est nommée joueuse danoise de l'année en 2008.
En 2017, elle rejoint l'équipe nationale norvégienne en tant que préparatrice physique et physiothérapeute de l'équipe.

## Biographie

### Carrière en club
Mariann Gajhede Knudsen joue pour le Fortuna Hjørring lors des deux matchs de la finale de la Coupe féminine de l'UEFA 2003 contre l'équipe suédoise de Umeå IK. Elle est nommée joueuse danoise de l'année 2008, mais en 2009 elle est au bord de prendre sa retraite lorsqu'un caillot de sang dans sa jambe l'empêche de jouer pendant environ douze mois.
En novembre 2010, après huit ans et 215 matchs avec Fortuna Hjørring et la joueuse signe avec Linköpings. Elle a remporte le championnat de Suède en 2016 avec Linköpings, puis prend sa retraite en fin de saison.

### Carrière internationale
Mariann Gajhede Knudsen fait ses débuts internationaux en octobre 2003, lors d'une victoire 6-1 contre la Belgique. Elle joue ensuite lors l'Euro féminin de 2005 en Angleterre du Nord-Ouest et lors de la Coupe du Monde Féminine de 2007 en Chine. Une blessure au ligament croisé antérieur empêche la joueuse de participer à l'Euro féminin de 2009.
Elle est sélectionnée dans l'équipe du Danemark par Kenneth Heiner-Møller pour l'Euro féminin de 2013. Lors du premier match de groupe mouvementé de l'équipe contre les hôtes suédois, Mariann Gajhede Knudsen marque un but.
En novembre 2014, l'épuisement et des blessures tenaces poussent la joueuse à se retirer à contrecœur de l'équipe nationale, lui permettant de se concentrer sur sa carrière en club.